# Förstakammarvalet i Sverige 1924
Förstakammarvalet i Sverige 1924 var ett val i Sverige till Sveriges riksdags första kammare. Valet hölls i den fjärde valkretsgruppen i september månad 1924 för mandatperioden 1925-1932.
Två valkretsar utgjorde den fjärde valkretsgruppen: Östergötlands län med Norrköpings stads valkrets (8 mandat) och Västernorrlands läns och Jämtlands läns valkrets (10 mandat). Ledamöterna utsågs av valmän från det landsting som valkretsarna motsvarade. För de städer som inte ingick i landsting var valmännen särskilda elektorer. Fjärde valkretsgruppen hade 12 elektorer från Norrköpings stad.
Val till den fjärde valkretsgruppen hade senast ägt rum sommaren 1921 som var ett icke-ordinarie nyval för hela första kammaren. Valet 1921 räknades även som den första valkretsgruppens valår, och de nästföljande grupperna skulle hålla sina val från och med 1922 och framåt, i ordning efter grupperna (andra gruppen höll val det andra året, 1922; tredje gruppen höll val det tredje året, 1923, och så vidare).
I januari 1924 delades riksdagspartiet Liberala samlingspartiet officiellt i två delar. Delen av partiet som förespråkade ett spritförbud bildade Frisinnade folkpartiet och delen som var emot ett sådant förbud bildade den 10 januari 1924 Liberala riksdagspartiet.

## Valresultat
| Parti                | Parti                                     | Partiledare               | Röster | Röster | Mandatfördelning | Mandatfördelning |
| Parti                | Parti                                     | Partiledare               | Antal  | +−     | Antal            | +−               |
| -------------------- | ----------------------------------------- | ------------------------- | ------ | ------ | ---------------- | ---------------- |
|                      | Sveriges socialdemokratiska arbetareparti | Hjalmar Branting          | 55     | ▲11    | 6                | ▲1               |
|                      | Allmänna valmansförbundet                 | Arvid Lindman             | 40     | ▲7     | 4                | ▬                |
|                      | Bondeförbundet                            | Johan Johansson i Kälkebo | 29     | ▲7     | 4                | ▲1               |
|                      | Frisinnade landsföreningen                | Carl Gustaf Ekman         | 22     | ▼19    | 4                | ▼1               |
|                      | Sveriges liberala parti                   | Eliel Löfgren             | 5      | Ny     | 0                | Ny               |
|                      | Sveriges kommunistiska parti              | Nils Flyg                 | 4      | ▼10    | 0                | ▬                |
|                      | Sverges socialdemokratiska vänsterparti   | Partiet upplöst 1923      | 4      | ▼10    | 0                | ▼1               |
| Antal giltiga röster | Antal giltiga röster                      | Antal giltiga röster      | 155    | ▲1     | 18               | ▬                |

- Av 143 valmän deltog samtliga i valet. Alla 12 elektorer (samtliga från Norrköpings stad) deltog i valet.

### Invalda riksdagsmän
Östergötlands län med Norrköpings stads valkrets:
- Carl Swartz, n
- Oscar Olsson, s
- Karl Gustaf Westman, bf
- Einar Thulin, s
- Carl Gustaf Hammarskjöld, n
- Albert Bergström, s
- Karl Andersson i Eliantorp, bf
- David Bergström, fris

Västernorrlands läns och Jämtlands läns valkrets:
- Janne Walles, s
- Erik August Enhörning, n
- Herman Kvarnzelius, fris
- Carl Lindhagen, s
- Leonard Tjällgren, bf
- Johan Johansson i Hornsberg, fris
- Anders Olof Frändén, n
- Salli Luterkort, s
- Ivar Österström, fris
- Henrik Andersson i Boda, bf